# Drab
Drab – żołnierz, szeregowy piechoty w wojsku polskim XV i XVI wieku. Uzbrojony w rusznicę z zamkiem skałkowym albo w pikę lub też w szablę albo topór.